# Jean-Pierre Sauvage
Jean-Pierre Sauvage [žánpjer sováž] (* 21. října 1944, Paříž) je francouzský chemik specializující se na vývoj molekulárních strojů, za což získal v roce 2016 Nobelovu cenu za chemii, spolu s Fraserem Stoddartem a Benem Feringou.

## Život
Vystudoval chemii na Národní chemické škole ve Štrasburku, absolvoval roku 1967. Doktorát získal v roce 1971 na Univerzitě Louise Pasteura (Université Louis-Pasteur), pod vedením Jean-Marie Lehna (laureáta Nobelovy ceny z roku 1987). Poté pracoval na Štrasburské univerzitě (Université de Strasbourg), kde byl v letech 1981-1984 profesorem.
Jeho výzkum, za nějž nakonec získal Nobelovu cenu, vyvrcholil v roce 1983, kdy jako první na světě syntetizoval tzv. katenan, tedy komplex dvou molekul, které jsou propojeny více mechanicky než chemicky, přičemž šlo díky tomuto spojení pohybovat skrze jednu molekulu druhou. Nobelův výbor to označil za zásadní průlom na cestě k molekulárním strojům, jejichž sofistikovanější a komplexnější verze pak vyvinuli další dva laureáti, Stoddart a Feringa.
Dne 24. listopadu 1997 se Sauvage stal řádným členem Francouzské akademie. V roce 2018 přednášel v Praze, v Národní technické knihovně. Při té příležitosti poskytl rozhovor i pořadu České televize Hyde Park Civilizace.